# Lena Ostermeier
Lena Ostermeier (* 1. Oktober 1996 in Schwerte) ist eine deutsche Fußballspielerin, die für die SGS Essen in der Bundesliga spielt.

## Karriere
Lena Ostermeier begann in Dortmund bei den Sportfreunden Sölderholz 1893 mit dem Fußballspielen und durchlief mehrere Jugendabteilungen.
Im Sommer 2012 wechselte sie von den B-Juniorinnen bei der SF Sölderholz 1893 zur SGS Essen in die Jugendabteilung und spielte bei den B-Juniorinnen in der neugegründeten Bundesliga West/Südwest. Durch einen verletzungsbedingten reduzierten Kader wurde Lena Ostermeier Anfang des Jahres 2013 aus der U-17 in den Kader der Bundesligamannschaft befördert.
Am 31. März 2013, im Alter von 16 Jahren, absolvierte sie im Auswärtsspiel beim VfL Wolfsburg ihr Bundesligadebüt, als sie in der 89. Spielminute für Linda Dallmann eingewechselt wurde.

## Doktorarbeit
Lena Ostermeier hat einen Dr. rer. nat. über das Thema Stabilität ausgewählter Flüssig-Flüssig-Phasentrennungen in biomolekularen Systemen, den sie im Jahre 2023 erlangte. Die Arbeit schrieb sie an der TU Dortmund in der Fakultät für Chemie und Chemische Biologie in der Abteilung Physikalische Chemie bei Prof. (i. R.) Roland Winter.